# UFC Fight Night: Assunção vs. Moraes 2
UFC Fight Night: Assunção vs. Moraes 2（ユーエフシー・ファイトナイト：アスンソン・バーサス・モラエス、別名UFC Fight Night 144、UFC Fight Night on ESPN+ 2）は、アメリカ合衆国の総合格闘技団体「UFC」の大会の一つ。2019年2月2日、ブラジル・セアラー州フォルタレザのセントロ・デ・フォルマソン・オリンピカ・フォルタレザで開催された。

## 大会概要
本大会ではハファエル・アスンソンとマルロン・モラエスによるバンタム級戦が組まれた。

## 試合結果

### プレリミナリーカード
第1試合 57.6kg契約 5分3R
○  ホジェリオ・ボントリン vs.  マゴメド・ビブラトフ  ×
3R終了 判定2-1（29-28、28-29、29-28）
※ビブラトフの体重超過によりフライ級から変更。
第2試合 バンタム級 5分3R
○  サイード・ヌルマゴメドフ vs.  リカルド・ラモス ×
1R 2:28 TKO（ボディーへの右後ろ回し蹴り→パウンド）
第3試合 フェザー級 5分3R
○  ジェラルド・デ・フレイタス vs.  フェリペ・コラレス ×
3R終了 判定3-0（30-27、30-27、30-26）
第4試合 ヘビー級 5分3R
○  ジャルジーニョ・ホーゼンストライク vs.  ジュニオール・アルビニ ×
2R 0:54 TKO（左ハイキック→パウンド）
第5試合 ウェルター級 5分3R
○  チアゴ・アウベス vs.  マックス・グリフィン ×
3R終了 判定2-1（29-28、28-29、29-28）
第6試合 女子フライ級 5分3R
○  マーラ・ロメロ・ボレラ vs.  タイラ・サントス ×
3R終了 判定2-1（29-28、28-29、29-28）
第7試合 ミドル級 5分3R
○  マルクス・ペレス vs.  アンソニー・ヘルナンデス ×
2R 1:07 アナコンダチョーク

### メインカード
第8試合 55.8kg契約 5分3R
○  リヴィア・ヘナタ・ソウザ vs.  サラ・フロータ ×
3R終了 判定2-1（28-29、29-28、29-28）
※フロータの体重超過によりストロー級から変更。
第9試合 ライトヘビー級 5分3R
○  ジョニー・ウォーカー vs.  ジャスティン・レデット ×
1R 0:15 TKO（右バックブロー→パウンド）
第10試合 ライト級 5分3R
○  チャールズ・オリベイラ vs.  デビッド・テイマー ×
2R 0:55 アナコンダチョーク
第11試合 ウェルター級 5分3R
○  デミアン・マイア vs.  ライマン・グッド ×
1R 2:38 リアネイキッドチョーク
第12試合 フェザー級 5分3R
○  ジョゼ・アルド vs.  ヘナート・モイカノ ×
2R 0:44 TKO（右アッパー→右フック）
第13試合 バンタム級 5分5R
○  マルロン・モラエス vs.  ハファエル・アスンソン ×
1R 3:17 ギロチンチョーク

### 各賞
ファイト・オブ・ザ・ナイト： 該当なし
パフォーマンス・オブ・ザ・ナイト： マルロン・モラエス、ジョゼ・アルド、チャールズ・オリベイラ、ジョニー・ウォーカー
各選手にはボーナスとして5万ドルが授与された。

### カード変更
負傷などによるカードの変更は以下の通り。